# Tom Slingsby
Thomas David „Tom“ Slingsby, AOM (* 5. September 1984 in Sydney) ist ein australischer Segler.

## Erfolge
Tom Slingsby nahm an den Olympischen Spielen 2008 in Peking und 2012 in London in der Bootsklasse Laser teil. 2008 kam er bei seinem Olympiadebüt nicht über den 22. Platz hinaus. Vier Jahre darauf beendete er vier von zehn Rennen auf dem ersten Rang und führte das Feld vor dem medal race mit 25 Punkten an. Slingsby konnte lediglich noch auf den zweiten Platz hinter Pavlos Kontides zurückfallen und beendete das medal race auch nur auf Rang neun von zehn, doch Kontides selbst wurde Letzter, womit Slingsby den ersten Gesamtrang behauptete. Damit wurde er Olympiasieger vor Kontides und Rasmus Myrgren.
Bei Weltmeisterschaften gewann er 2004 im Laser Radial mit Bronze seine erste WM-Medaille, 2006 folgte der Gewinn von Silber in der Laser-Klasse. 2007 und 2008 sowie nochmals von 2011 bis 2013 wurde er Weltmeister. Mit BMW Oracle Racing gewann er 2013 den America’s Cup. Drei Jahre darauf siegte er auch bei der Sydney-Hobart-Regatta.

## Ehrungen
- 2010 Weltsegler des Jahres des Weltverbandes World Sailing
- 2014 Für den Olympiaerfolg erhielt Slingsby die Australia Order Medal.[1]
- 2021 Weltsegler des Jahres des Weltverbandes World Sailing
- 2023 Weltsegler des Jahres des Weltverbandes World Sailing